# Siphonostoma pellucidum
Siphonostoma pellucidum är en ringmaskart som beskrevs av Sars 1867. Siphonostoma pellucidum ingår i släktet Siphonostoma och familjen Flabelligeridae. Inga underarter finns listade i Catalogue of Life.